# جنكيز أوزكان
جنكيز أوزكان (1967، ديوريغي، سيواس)، موسيقي تركي وفنان بغلاما.

## السنوات المبكرة والتعليم
بعد أن أكمل تعليمه الابتدائي في اسطنبول، التحق بجامعة إسطنبول التقنية بقسم تعليم الآلات الموسيقية الحكومية في معهد الموسيقى الحكومية بإسطنبول في 1980. بعد تخرجه  في عام 1991، أكمل درجة الماجستير في جامعة اسطنبول التقنية، معهد العلوم الاجتماعية، قسم الموسيقى الشعبية التركية . عمل كمدرس وعازف في المعهد الموسيقي التركي الحكومي بجامعة إسطنبول التقنية لمدة عامين، في معهد إزميت البلدي لمدة عامين، وفي المعهد الموسيقي الحكومي بجامعة إسطنبول لمدة ثلاث سنوات. قدم العديد من الحفلات الموسيقية في الداخل والخارج.
أصدرت موسيقى كالان ألبوماتها المنفردة قمح احمر و اه اسطنبلو و الجمال في عيني و العروس. مرة أخرى، في عام 2001، أنتجوا ألبوم ياري تاتش، الذي تم طرحه في السوق بواسطة موسيقي كلان، مع مغني الموسيقى الشعبية التركية والفلكلوري محرم تيميز من ملطية أرجوفان . بعد ذلك، لعب دور شاعر مُدان في المسلسل التلفزيوني بوسات، الذي بدأ البث على قناة تلفزيونية خاصة في سبتمبر 2007. جنكيز أوزكان، الذي واصل العمل كعازف في راديو تي آر تي اسطنبول، الذي دخله عام 1989، متزوج ولديه ابنة.
عمل مع توران إنجين وعلي اكبر جيجيك وتونجر إينان و نيدا توفكجي على راديو تي آر تي. 

## ديسكغرفي
- 1998: القمح الأحمر
- 2001: يا اسطنبول
- 2001: لا تلمس الجرح - مع محرم تيميز
- 2003: أحافظ على جمالك في عيني - أغاني عاشيق ويسل الشعبية
- 2005: العروس
- 2012: ياري تاتش 2 - (مع محرم تيميز)
- 2015: الحلم
- 2019: تحية مزدوجة

## الدراسات التلفزيونية
- 2007: بوسات
- 2003: وادي الذئاب
- 2009: الأتراك يجب أن يكونوا مجانين
- 2013: جناق قلعة: نهاية الطريق
- 2014: يونس إمري: صوت الحب - موسيقى ديرتلي دولاب
- 2015: الرجل ذو الثوب الذهبي (وثائقي - مخرج موسيقى)
- 2017: الوعد